# Faculté de traduction et interprétation Marie Haps
La Faculté de traduction et interprétation Marie Haps (TIMH) est une faculté de l'UCLouvain Saint-Louis Bruxelles située sur son propre campus dans le quartier européen à Ixelles et Bruxelles, Belgique. Il s'agit de la plus ancienne école de traduction de Belgique, fondée en 1955 et de la cinquième faculté de l'université Saint-Louis - Bruxelles, qu'elle a pleinement intégrée en 2015.

## Histoire
L'École supérieure de jeunes filles est fondée par Marie Haps en octobre 1919 avec l'appui de Paulin Ladeuze, recteur de l'université de Louvain, et le soutien du Cardinal Mercier. L'établissement s'installe dans l'hôtel Beernaert, rue d'Arlon 11, sur la frontière entre Ixelles et Bruxelles.
L'école reçoit en 1932 le statut prestigieux de Cinquième faculté de l'Alma Mater de l'université catholique de Louvain, décerné par son recteur.
Simone Haps, la fille de Marie Haps, reprend la gestion de l'école à la mort de celle-ci en 1939 et jusqu'en 1961. Simone poursuit le développement de l'institution et avec l'installation des différentes institutions européennes à proximité immédiate de l'hôtel Beernaert pendant les années 1950, y ouvre une section de traductrices et interprètes faisant ainsi de l’Institut libre Marie Haps la plus ancienne école pour traducteurs et interprètes du pays.
Durant les années 1960, le Centre de Langues Marie Haps est ouvert. En outre, l'école devient mixte en 1963. Le nom officiel de l'école devient Institut libre Marie Haps, sous le patronage de l'Université catholique de Louvain auquel s'ajoute encore en 1997 : partenaire de la Haute école Léonard de Vinci, en abrégé : Institut libre Marie Haps. En effet, avec la réorganisation de l'enseignement supérieur en communauté française de Belgique, l'Institut libre Marie Haps intègre la Haute école Léonard de Vinci en 1995.
En 2004, les universités de la communauté française de Belgique se réunissent en trois académies universitaires, avec l'objectif à long terme de chacune fusionner en trois grandes universités. Les universités catholiques, dont l'université de Louvain et les facultés universitaires Saint-Louis (FUSL) à Bruxelles, se regroupent en l'Académie universitaire Louvain. Il est prévu à court terme d'intégrer une série d'établissements d'enseignement supérieurs catholiques bruxellois de niveau universitaire, en particulier l'IHECS, l'ICHEC et le département de traduction-interprétation Marie Haps, aux FUSL à court terme, et à la nouvelle université UCLouvain à long terme.
Dès 2007, l'Institut Marie Haps est autorisé à co-diplômer ses étudiants en bachelier et master de traduction et d'interprétation avec l'université Saint-Louis - Bruxelles, permettant de délivrer un diplôme universitaire. Il est ensuite prévu de transférer l'entièreté du département de traduction-interprétation à l'université Saint-Louis - Bruxelles, puis uniquement les programmes de bachelier, en transférant les masters en traduction à Louvain-la-Neuve au sein de l'université catholique de Louvain, tout comme les masters en interprétation (co-diplômés avec l'université libre de Bruxelles), qui resteraient à Bruxelles.
Ce n'est qu'en 2014 qu'un décret fixe l'intégration des écoles de traducteurs et interprètes aux universités. Le département de traduction-interprétation est finalement scindé en deux et seuls les programmes de bachelier sont conservés à Bruxelles, au sein de la nouvelle Faculté de traduction et interprétation Marie Haps de l'université Saint-Louis - Bruxelles. Les cours sont maintenus à l'hôtel Beernaert.
En 2014, la Commission européenne délivre le prestigieux label d'European Master's in Translation à Marie Haps.
La même année, la faculté entame un cursus de bachelier en traduction-interprétation de la langue des signes, le premier et seul en Belgique, inauguré par le Ministre Jean-Claude Marcourt.

## Description

### Formation
La faculté offre 12 programmes différents de bachelier en traduction-interprétation, tous composés de deux langues dont toujours au moins l'anglais ou l'allemand. Elle offre de surcroît un programme particulier pour les étudiants germanophones. La langue la plus enseignée est le japonais, bien que ne constituant pas un programme principal.
Les formations sont harmonisées avec les programmes de la Louvain School of Translation and Interpreting de l'UCLouvain à Louvain-la-Neuve, où des bacheliers en traductologie ne sont pas enseignés.
La faculté Marie Haps est l'unique faculté en Belgique à proposer un cursus de premier cycle en langue des signes. Par convention entre l'université Saint-Louis - Bruxelles, l'UCLouvain et l'université de Liège, les étudiants liégeois peuvent s'inscrire à ce cursus auprès de l'ULiège et suivre les cours donnés à Bruxelles à distance, et en suivant le reste des cours à Liège.
Avec sa faculté de traduction et interprétation Marie Haps, l'université Saint-Louis participe au programme Erasmus depuis sa création en 1987, et effectuait déjà des échanges étudiants avec l'université de Grenade depuis les années 1970. Les séjours d'échange se font en troisième année.

### Recherche
Un unique centre de recherche est affilié à la faculté de traduction-interprétation, le TranSphères. En outre, les membres de la faculté participent au Séminaire des Sciences du Langage (SeSLa) dont les activités sont organisées sur le campus Saint-Louis.

### Campus
La Faculté de Traduction et Interprétation est établie dans l'Hôtel Beernaert, ancienne résidence néoclassique d'Auguste Beernaert, depuis la fondation de l'école en 1919. Les bâtiments sont partagés avec la Haute école Léonard de Vinci et sont répartis des deux côtés de la rue d'Arlon, devant le parlement européen. La Faculté Marie-Haps est également implantée sur le site Tilleuls (ancienne maison médicale de l'Œuvre du calvaire) situé chaussée de Wavre, composée d'une vaste maison de campagne, une conciergerie, une chapelle et l'ancien hôpital transformé en salles de cours.
En outre, elle possède une administration facultaire sur le campus Saint-Louis (rue de l'Ommegang) ainsi qu'un service adjoint au décanat (boulevard du Jardin botanique).

### Folklore
A la différence des autres facultés de l'université Saint-Louis - Bruxelles regroupées dans un unique Cercle Saint-Louis, le cercle estudiantin de la faculté Marie Haps est le Cercle Marie Haps (CMH). Depuis sa création dans les années 1960, il regroupe uniquement les étudiants du département de traduction-interprétation. Ses membres portent la calotte.